# Lambareiði
Lambareiði (dansk: Lambaejde) er en niðursetubygd  på Færøerne. Lambareiði ligger på østsiden af fjorden Skálafjørður og Lamba ved bugten Lambavík på Eysturoy og er en del af Runavíkar kommuna. Den 1. januar 2025 havde Lambareiði 7 indbyggere.. Bygdens postnummer er FO-626. Kommunen har en vejafdeling i bygden og der er en anløbsbro. 
I 1878 boatte Jørgen Solmunde (f. 1848) fra Søldarfjørður og Johanne Elisabeth Marie Magnussen úr Horni (f. 1857) fra Skála sig som de første på stedet. 